# Bruce Vogt
Bruce Paul Vogt (* 21. Februar 1950 in Cornwall, Ontario) ist ein kanadischer Pianist und Musikpädagoge.
Vogt studierte in Kanada bei Damjana Bratuz und Anton Kuerti, in den USA bei Bela Böszörmenyi-Nagy und in Europa bei Guido Agosti, György Sebök, Dario de Roas, Louis Kentner, Fou Ts'Ong und Alfred Brendel als Stipendiat des Canada Council, der University of Toronto und der University of Victoria. Er unterrichtete zunächst an der Acadia University (1977-8), der University of Toronto (1978–79), der Lakehead University, und der University of Western Ontario (1979–80) und ab 1980 an der University of Victoria, wo er 1991 die Leitung des Klavierdepartments übernahm. Zudem gab er Workshops und Meisterklassen in Frankreich, Deutschland, Italien, Bulgarien und Japan.
Als Klaviersolist trat er u. a. mit dem Montreal Symphony Orchestra, dem Quebec Symphony Orchestra, dem Hamilton Philharmonic Orchestra, dem Orchestra London Canada und dem Victoria Symphony Orchestra auf, zu seinen Kammermusikpartnern zählten Steven Dann, Elissa Poole, Stan Fisher, Susan Young, Christoph Both und Yumiko Yamamoto. Sein Repertoire umfasste Werke von der Zeit des Barock bis zur Gegenwart, und er trat mit Aufnahmen von Kompositionen Franz Liszts und Uraufführungen von Werken Alfred Fishers hervor.